# Deserción

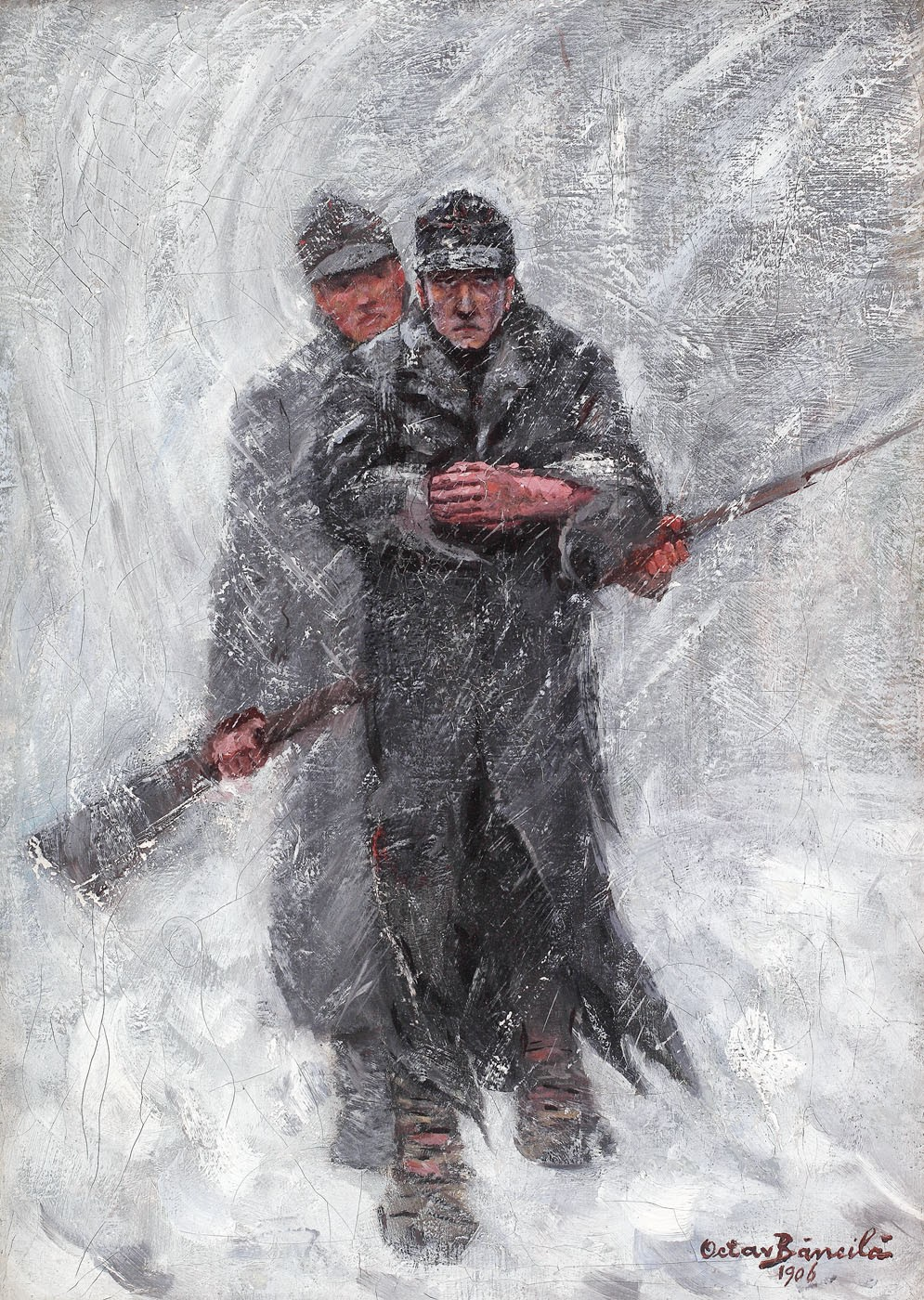
El desertor, de Octav Băncilă, 1906.

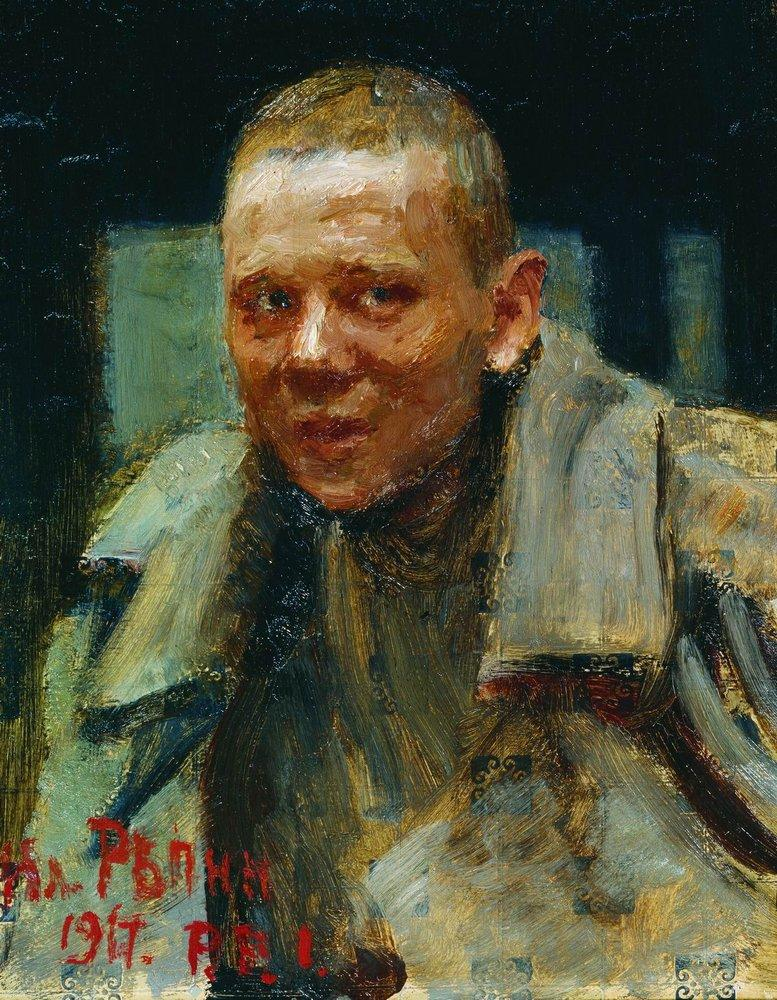
Deserteur (Дезертир), de Ilya Repin, 1917.

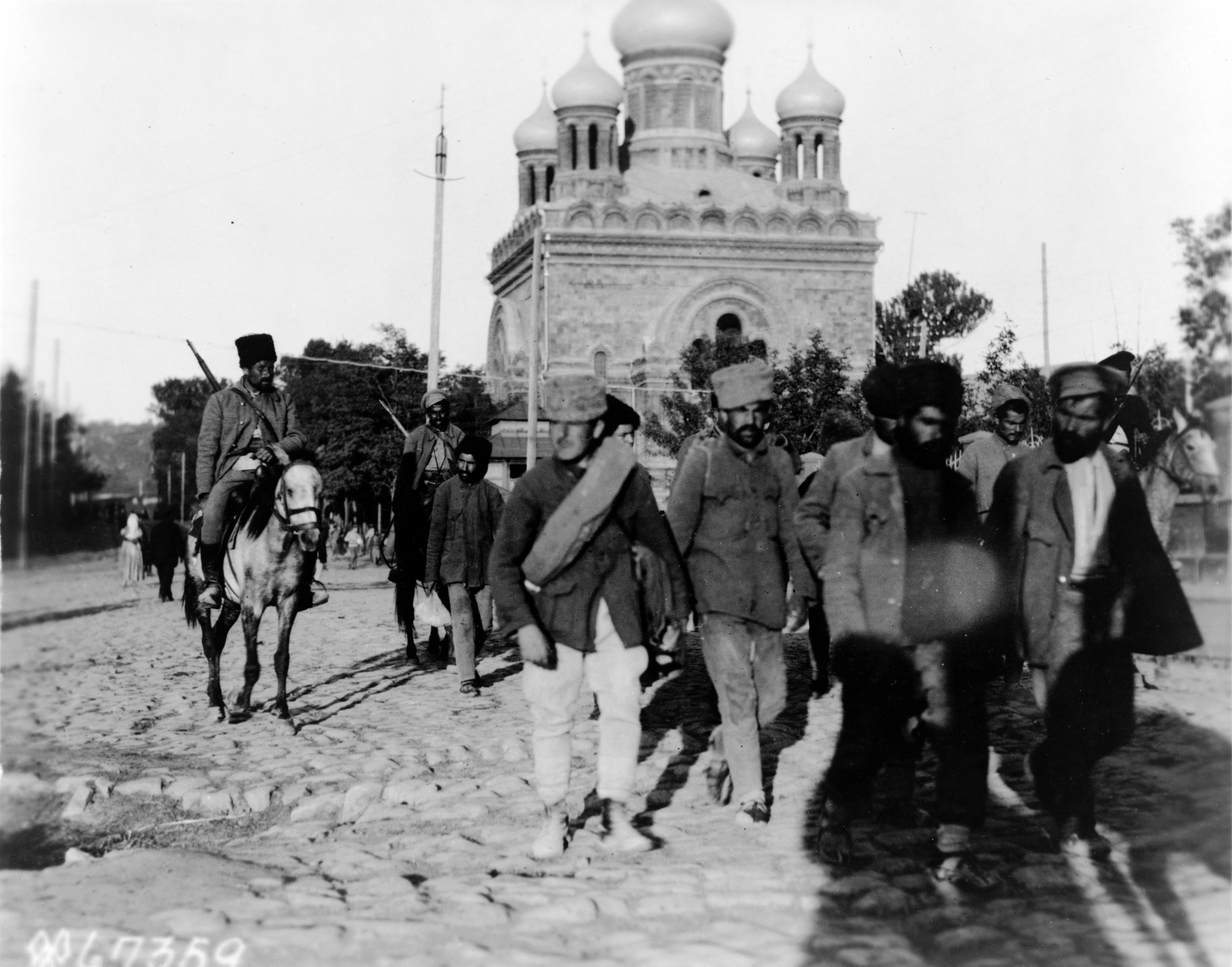
Soldados de Armenia en 1919, con desertores como prisioneros.

Existen una gran variedad de comportamientos denominados con el término deserción. Desde el punto de vista individual la deserción, significa fracaso para de completar un determinado curso de acción o alcanzar una meta deseada.
En la terminología militar, la deserción es el abandono de su deber en una declaración de guerra o en batalla o su puesto asignado en el momento que se dé la orden de retirada, asedio, invasión, incursión por parte del enemigo, igualmente, durante una emboscada o swarming; también cuando se comete un fragging contra los propios compañeros de armas o en ocasiones cuando hay ocupación militar y parte del enemigo deserta.
El desertor puede ser un militar de cualquier rango, desde un soldado hasta un General de Ejército, el cual es un individuo que forma parte de unas fuerzas armadas ostentando un puesto jerárquico (rango o grado) dentro de las mismas y que, sin el permiso de su superior inmediato, abandona su designación o puesto.
Cuando es un recluta, no es un desertor sino un prófugo; en este caso, se aplica el Derecho militar —por ejemplo, el Código de Justicia Militar— al militar que ocasione deserción considerándose un delito y muy grave en tiempos de guerra. En esta situación, se les exige presentarse ante un consejo de guerra, corte marcial o tribunal de justicia, siendo en última instancia objeto de una sanción penal que puede llegar hasta la pena de muerte.
El desertor tiene derecho a un abogado para defenderse ante los tribunales, conforme al derecho internacional y el derecho internacional humanitario (particularmente, los Convenios de Ginebra y los tratados sobre derechos humanos). Incluso, han existido casos en que se ha indultado, por parte del poder ejecutivo, a los desertores siendo perdonados de sus faltas.
En el caso de una organización beligerante ilegal, se denomina desertor a un miembro de guerrilla o de grupo paramilitar, sin importar su rango, que para no acatar las directrices de sus superiores o por decisión propia abandona la organización, convirtiéndose en un traidor de la causa que es llevado, esté o no presente, a un «juicio revolucionario» o «juicio de responsabilidades» que podrían terminar en una sentencia de muerte, llevada a cabo por un pelotón de fusilamiento en caso de estar presente el desertor. Si está ausente, se mantiene el «veredicto» del juicio hasta que se cumpla por parte de los demás miembros de la beligerancia o la organización pase a la legalidad, donde este no tendrá efecto legal ni jurídico alguno a menos que la beligerancia conquiste el poder mediante las armas, donde posiblemente se ratifique «de manera legal» como decreto.

## Deserción frente a ausencia sin permiso
En el Ejército de los Estados Unidos, Fuerza Aérea de los Estados Unidos, Fuerzas Armadas Británicas, Fuerza de Defensa Australiana, Fuerza de Defensa de Nueva Zelanda, Fuerzas Armadas de Singapur y Fuerzas Armadas Canadienses, el personal militar se convertirá en AWOL si se ausenta de su puesto sin un pase válido o licencia. El Cuerpo de Marines de los Estados Unidos, la Armada de los Estados Unidos y la Guardia Costera de los Estados Unidos generalmente se refieren a esto como ausencia no autorizada. El personal es dado de baja de su unidad después de treinta días y entonces es catalogado como desertor; sin embargo, como cuestión de ley militar de los Estados Unidos, la deserción no se mide por el tiempo de ausencia de la unidad, sino más bien:
- Por abandonar o permanecer ausente de su unidad, organización o lugar de trabajo, cuando se ha determinado la intención de no regresar;
- Si se determina que esa intención es evitar un deber peligroso o eludir una obligación contractual;
- Si se alistan o aceptan un nombramiento en la misma u otra rama del servicio sin revelar el hecho de que no se han separado debidamente del servicio actual.[3]

Las personas que se ausentan durante más de treinta días pero regresan voluntariamente o indican una intención creíble de regresar pueden seguir siendo consideradas AWOL. Aquellos que se ausentan durante menos de treinta días pero que pueden demostrar de forma creíble que no tienen intención de regresar (por ejemplo, alistándose en las fuerzas armadas de otro país) pueden, no obstante, ser juzgados por deserción. En raras ocasiones, pueden ser juzgados por traición si se encuentran pruebas suficientes.
Existen conceptos similares a la deserción. La «ausencia de movimiento» se produce cuando un miembro de las fuerzas armadas no llega a la hora señalada para desplegarse (o «moverse») con su unidad, barco o avión asignado. En las Fuerzas Armadas de los Estados Unidos, se trata de una violación del artículo 87 del Código Uniforme de Justicia Militar (UCMJ). La infracción es similar a la ausencia sin permiso, pero puede conllevar un castigo más severo.
«No presentarse» consiste en faltar a una formación o no presentarse en el lugar y hora asignados cuando se le ordena. Es un delito menor dentro del artículo 86 del UCMJ.
En 2020 se estableció un código de estado de servicio adicional —«ausente-desconocido» o «AUN»— para impulsar las acciones de la unidad y las investigaciones policiales durante las primeras 48 horas en que un soldado está desaparecido.

## Historia
En Estados Unidos, durante la guerra de Irak iniciada en 2003, militares de sus Fuerzas Armadas presentaron objeción de conciencia para integrarse a las tropas en Irak, pues no están de acuerdo con la invasión, siendo considerados desertores u objetores de conciencia por causas religiosas. Está situación ha sido analizada por Amnistía Internacional.

## Por países

### Australia

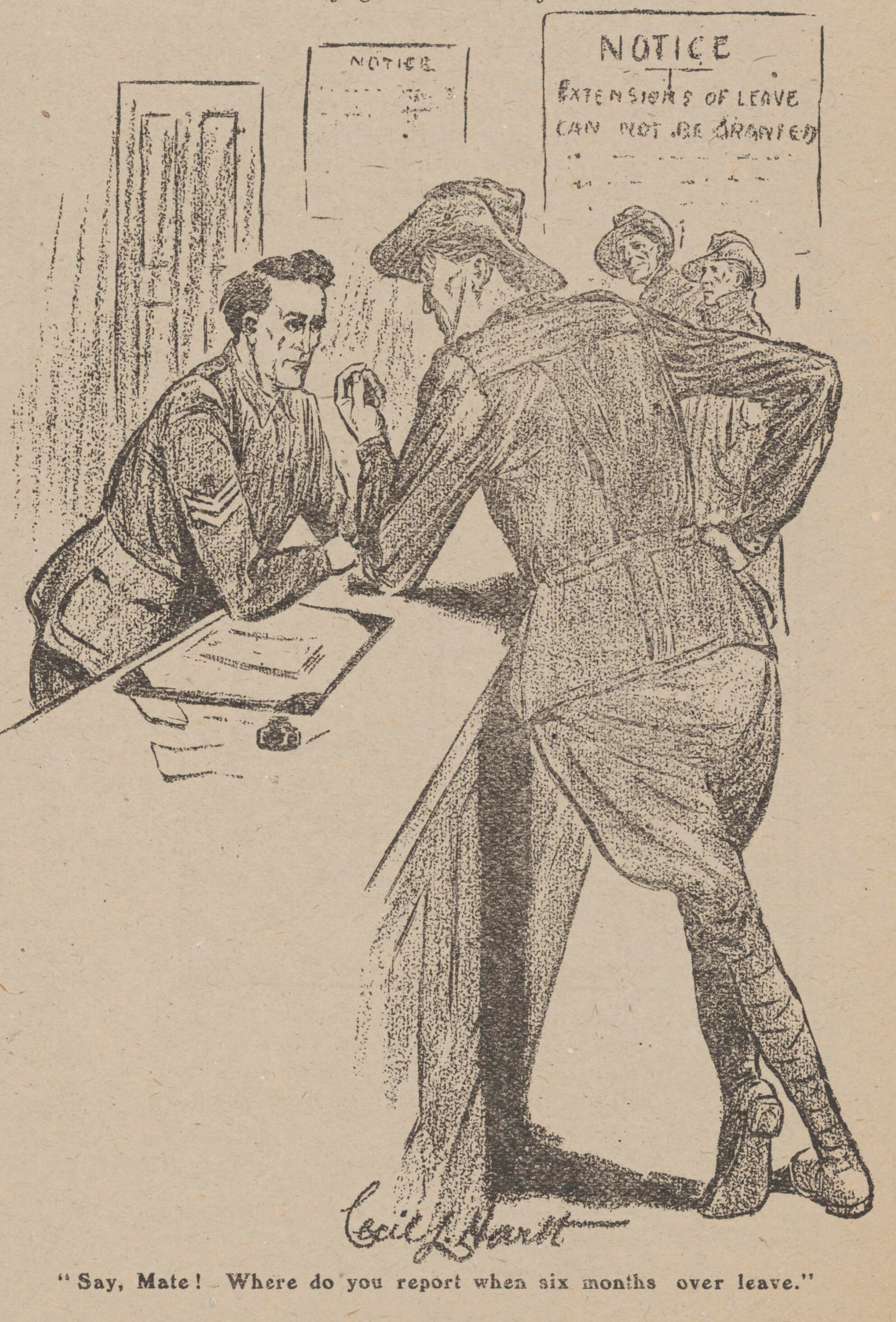
Una caricatura de 1918 de Cecil Hartt que se burlaba de la alta incidencia de soldados que se ausentaban sin permiso en la Fuerza Imperial Australiana

Durante la Primera Guerra Mundial, el Gobierno australiano se negó a permitir que los miembros de la Primera Fuerza Imperial Australiana (AIF) fueran ejecutados por deserción, a pesar de la presión del Gobierno y el ejército británicos para que lo hicieran. La AIF tuvo la tasa más alta de soldados que se ausentaron sin permiso de cualquiera de los contingentes nacionales en la Fuerza Expedicionaria Británica, y la proporción de soldados que desertaron también fue mayor que la de otras fuerzas en el Frente Occidental en Francia.

### Austria
En 2011, Viena decidió honrar a los desertores austriacos de la Wehrmacht. El 24 de octubre de 2014, el presidente Heinz Fischer de Austria inauguró un Monumento a las víctimas de la justicia militar nazi en la Ballhausplatz de Viena. El monumento fue creado por el artista alemán Olaf Nicolai y está situado frente al despacho del Presidente y la Cancillería. La inscripción en la parte superior de la escultura de tres escalones contiene un poema del poeta escocés Ian Hamilton Finlay (1924-2006) con sólo dos palabras: completamente solo.

### Colombia
En Colombia, la insurgencia de las Fuerzas Armadas Revolucionarias de Colombia (FARC) se vio muy afectada por la deserción durante el conflicto armado con las Fuerzas Militares de Colombia. El Ministerio de Defensa colombiano informó de 19.504 desertores de las FARC entre agosto de 2002 y su desmovilización colectiva en 2017, a pesar de los castigos potencialmente severos, incluida la ejecución, por intento de deserción en las FARC. El declive organizativo contribuyó a la alta tasa de deserción de las FARC, que alcanzó su punto máximo en el año 2008. Un posterior estancamiento entre las FARC y las fuerzas gubernamentales dio lugar al proceso de paz colombiano.

### Francia

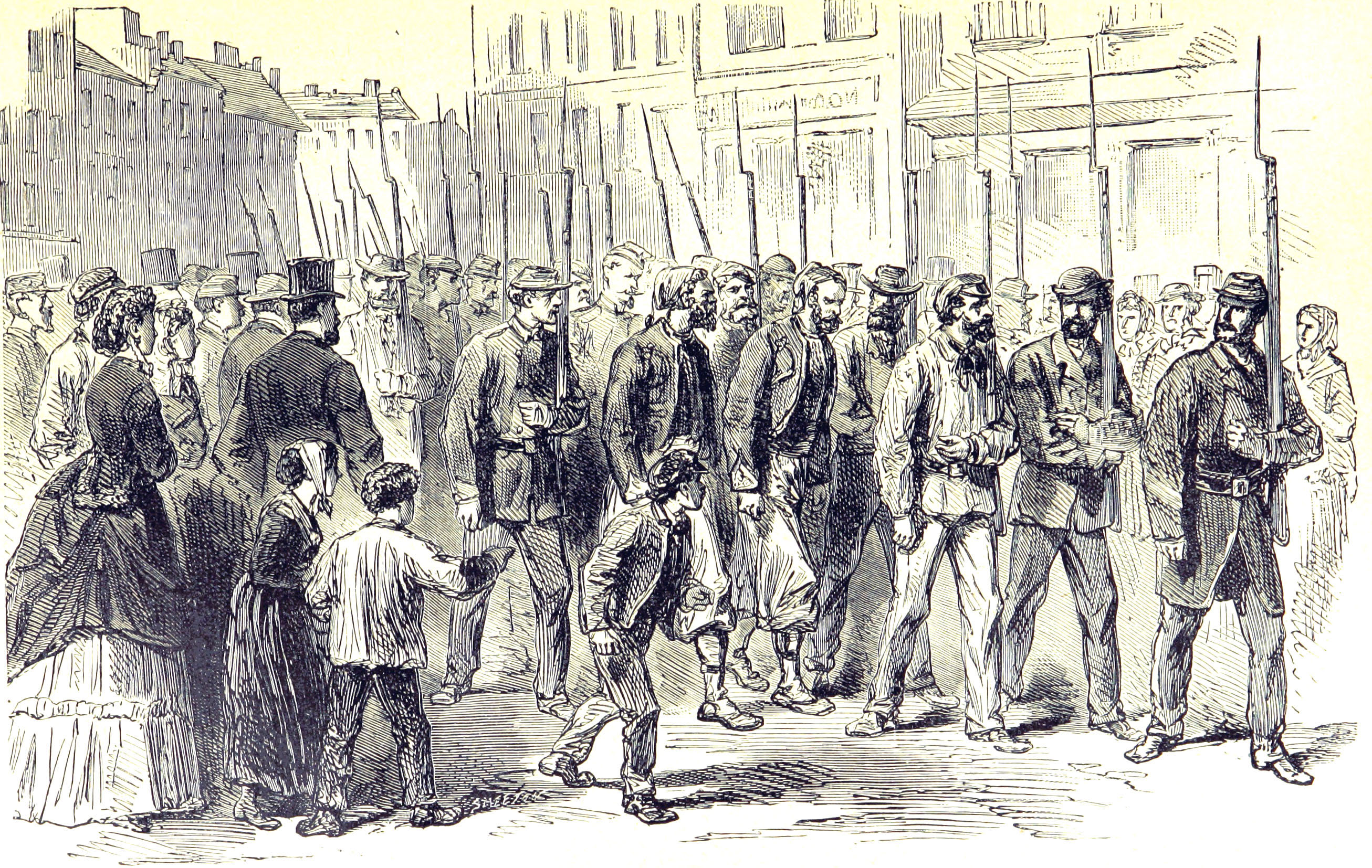
"Convoy de desertores - París" en el libro "Cassell's History of the War between France and Germany. 1870–1871"

Muchos individuos que fueron reclutados por la Primera República Francesa durante las Guerras Revolucionarias Francesas desertaron. Hubo estimaciones aproximadas del número de individuos que desertaron durante la época de la Levée en masse, pero debido a muchos factores, como la incapacidad de gestionar y llevar un control de todos los ejércitos o diferenciar entre hombres con nombres similares, el número exacto no está claro. En 1800, el ministro de la Guerra (Carnot) informó de que había 175.000 desertores basándose en el número de individuos que solicitaron los beneficios tras la amnistía puesta en marcha. 
Entre 1914 y 1918, entre 600 y 650 soldados franceses fueron ejecutados por deserción. En 2013, un informe para el Ministerio francés de Asuntos de los Veteranos recomendó que fueran indultados.
Por el contrario, Francia consideró muy loable el acto de los ciudadanos de Alsacia-Lorena que durante la Primera Guerra Mundial desertaron del Ejército alemán. Después de la guerra se decidió conceder a todos esos desertores la Medalla de los Evadidos (en francés: Médaille des Évadés).

### Alemania

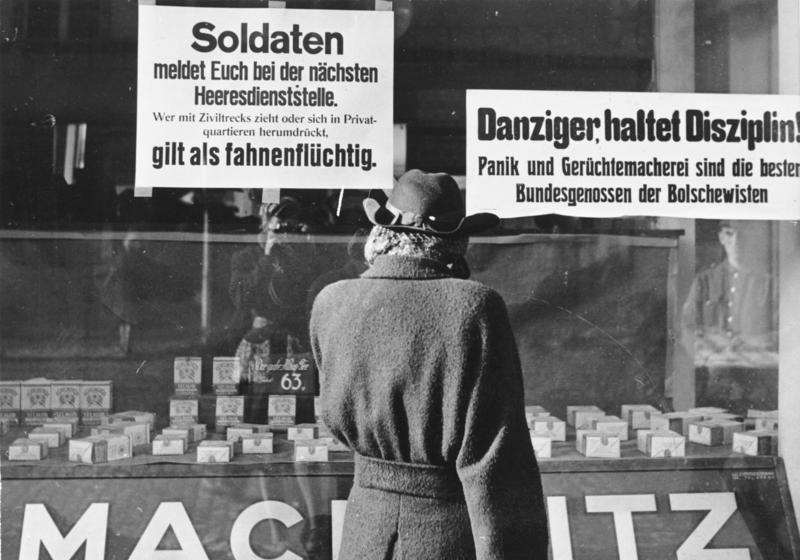
Carteles callejeros alemanes en Danzig mientras se acercaba el Ejército Rojo en febrero de 1945, advirtiendo a los soldados que escapar con civiles sería tratado como deserción

Durante la Primera Guerra Mundial, sólo 18 alemanes que desertaron fueron ejecutados. Sin embargo, los alemanes ejecutaron a 15.000 hombres que desertaron de la Wehrmacht durante la Segunda Guerra Mundial.  En junio de 1988 surgió en Ulm la Iniciativa para la Creación de un Monumento a los Desertores que abandonaron la Wehrmacht.

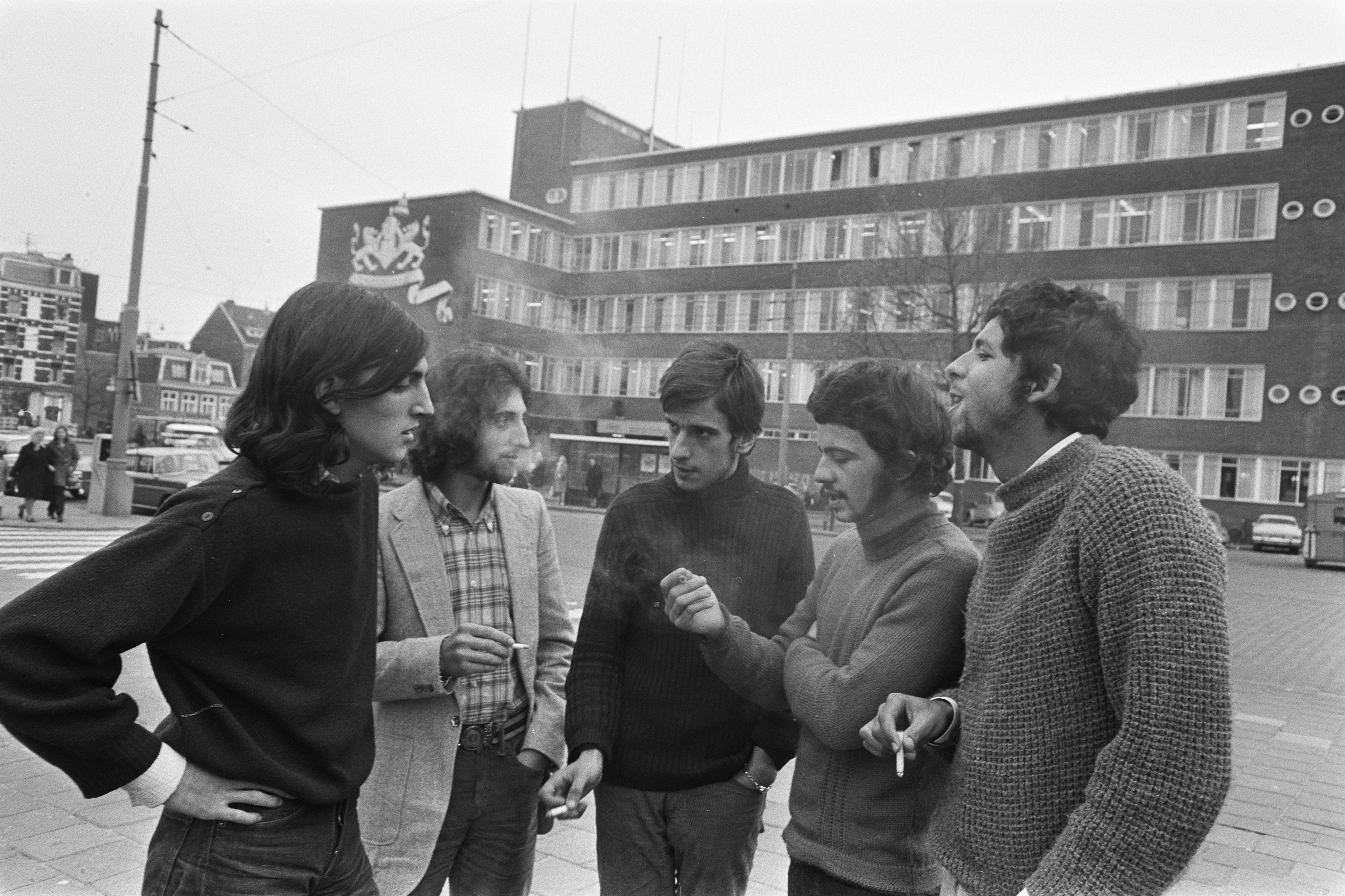
Desertores del ejército portugués durante la guerra colonial portuguesa en África, Ámsterdam, 1969

### Irlanda
La Irlanda fue neutral durante la Segunda Guerra Mundial; el Ejército irlandés se amplió a 40 000 hombres, pero tuvieron poco que hacer una vez que en 1942 quedó claro que la invasión (ya fuera de la Alemania nazi o del Imperio Británico) era improbable. Los soldados fueron puestos a trabajar cortando árboles y turba; la moral era baja y la paga mala. De los 60 000 hombres que pasaron por el ejército en 1940-45, unos 7000 desertaron, de los cuales cerca de la mitad decidieron luchar en el bando aliado de la Segunda Guerra Mundial, la mayoría alistándose en el ejército británico.
Una vez terminada la guerra, la orden EPO 362 permitía a los desertores regresar a Irlanda; no eran encarcelados, pero perdían el derecho a una pensión del ejército y no podían trabajar para el Estado ni solicitar subsidios de desempleo durante 7 años. También fueron considerados traidores por algunos irlandeses en sus hogares.
Décadas después, se debatió la moralidad de sus acciones; por un lado, habían abandonado ilegalmente las fuerzas armadas de su país en un momento en que estaba amenazado de invasión; de hecho, se argumentó que sus actos eran traición en un momento en que Gran Bretaña podía estar planeando hacerse con el control de los puertos de Irlanda; por otro lado, decidieron abandonar un destino seguro aunque tedioso para arriesgar sus vidas luchando contra el fascismo, y muchos estaban motivados por un auténtico idealismo. 
En 2012, el ministro de Justicia e Igualdad Alan Shatter concedió un indulto y una amnistía a todos los desertores de la Segunda Guerra Mundial de las Fuerzas de Defensa Irlandesas.

## Situación jurídica de la deserción en casos de crimen de guerra
Según el derecho internacional, el «deber» o la «responsabilidad moral» en última instancia no es necesariamente siempre ante un gobierno ni ante un superior, como se ve en el cuarto de los Principios de Núremberg, que dice: «El hecho de que una persona haya actuado en cumplimiento de una orden de su gobierno o de un superior no la exime de responsabilidad en virtud del derecho internacional, siempre que le fuera posible una elección moral».
Aunque un soldado bajo órdenes directas, en la batalla, normalmente no está sujeto a juicio por crímenes de guerra, existe un lenguaje legal que apoya la negativa de un soldado a cometer tales crímenes, en contextos militares fuera del peligro inmediato.
En 1998, la resolución 1998/77 de la Comisión de Derechos Humanos de las Naciones Unidas reconoció que «las personas que [ya] prestan el servicio militar pueden "desarrollar" objeciones de conciencia» mientras prestan el servicio militar. Esto abre la posibilidad de la deserción como respuesta a los casos en los que el soldado debe realizar crímenes contra la humanidad como parte de su deber militar obligatorio.
El principio se puso a prueba sin éxito en el caso del desertor del ejército estadounidense Jeremy Hinzman, que dio lugar a que una Junta Federal de Inmigración canadiense rechazara el estatus de refugiado a un desertor invocando el artículo IV de Núremberg.